# Cleveland Blues (NL)
O Cleveland Blues foi uma equipe da Major League Baseball baseada em Cleveland, Ohio que operou na National League de 1879 to 1884. Em seis temporadas sua melhor colocaçãi foi um terceiro lugar em 1880. Hugh Daily arremessou um no-hitter pelos Blues em 13 de setembro de 1883. Além de Daily, outros notáveis jogadores dos Blues inclui o membro do Hall of Fame Ned Hanlon. A equipe foi comprada por Charles Byrne em 1885 por $10.000 e se transformou no Brooklyn Grays.